# جيني هيل
جيني هيل (بالإنجليزية: Jenny Hill)‏ هي صحفية بريطانية، ولدت في القرن العشرين.

## وصلات خارجية
- جيني هيل على موقع IMDb (الإنجليزية)
- جيني هيل على موقع IMDb (الإنجليزية)